# Historia Kirgistanu
Historia Kirgistanu sięga czasów starożytnych, kiedy ziemie dzisiejszego Kirgistanu zamieszkiwane były przez koczownicze plemiona tureckie. W wiekach X–XII istniejącym tu kaganatem władali Karachanidzi. Po podboju mongolskim w XIII w. do XIV w. był samodzielnym organem państwowym. W tym okresie koczujący Kirgizi wymieszali się z miejscową ludnością osiadłą i napływającymi tu Kimakami, dając początek obecnym mieszkańcom Kirgistanu. W drugiej połowie XVIII wieku Kirgistan znalazł się pod zwierzchnictwem Chin, a od lat 30. XIX wieku uzbeckiego chanatu kokandzkiego. Niezadowoleni ze swojego położenia władcy plemion kirgiskich oddali się pod opiekę Rosji, która w 1876 r. wcieliła cały Kirgistan w swoje granice. Masowa konfiskata ziemi oddawanej rosyjskim osadnikom i ostra dyskryminacja rasowa Kirgizów spowodowały wybuchy powstań, krwawo tłumionych przez Rosję.

## Czasy najdawniejsze
Najdawniejsze dzieje Kirgistanu wiążą się z historią rejonu Siedmiorzecza, którego to historycznie jest południowo-zachodnią częścią. Najwcześniejsza historia ziem dzisiejszego Kirgistanu obejmuje losy zamieszkujących je Indoeuropejczyków, plemion spokrewnionych z Sakami (na północy), Masagetami (na zachodzie), Tocharami (na południowym wschodzie).
Ptolemeusz o tamtych ziemiach napisał Scithia extra Imaum montes, dowodzi tego olbrzymia dystrybucja, wśród współczesnych Kirgizów genów haplogrupy R1a1.

## Jako terytorium Sogdiany

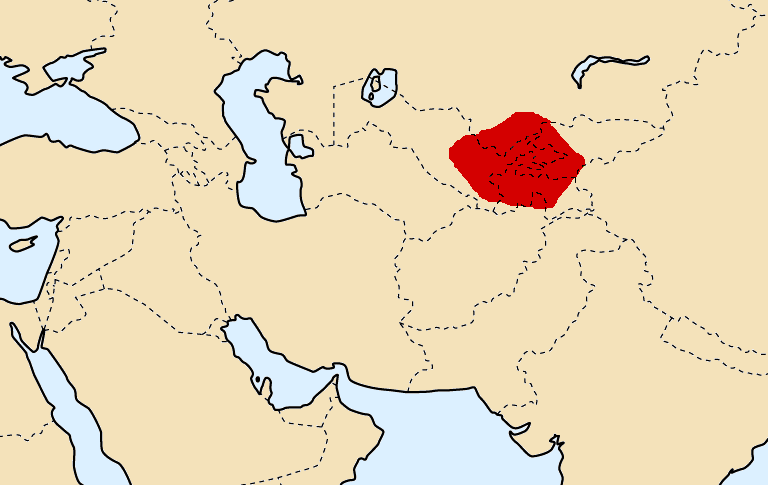
Zachodni Kirgistan leży na ziemiach dawnej Sogdiany

Zachód dzisiejszego Kirgistanu zajęty był przez lud Sogdyjczyków i znajdował się na ich terytorium. Zostali oni włączeni w skład Persji i przez kilkaset lat jako mieszkańcy perskiej satrapii dzieli losy imperium. Nazwa Sogdiana wg językoznawców ma początek w irańskim określeniu doliny w której zbiera się woda. To zrozumiałe gdy weźmiemy pod uwagę, że historycznie Sogdiana była mocno zalesiona i pewnie z dobrymi stosunkami wodnymi dzięki potokom spływającymi z gór. Niewykluczone, że w górach Kirgistanu zachodniego; zwanych Ałaj i Górami Turkiestańskimi, a przez starożytnych zwanych inaczej, znajdowała się główna twierdza Sogdiany. Nazywano ją Skała a została brawurowo zdobyta przez Greków w czasie ich wspólnego z Macedończykami najazdu na Persję. W toku tych zmagań, w Kotlinie fergańskiej doszło do wielkiej bitwy nad Jaksartesem pomiędzy oddziałami macedońsko greckimi a kawalerią Masagetów.
W tamtych czasach tadżyckie, kirgiskie góry na wschodnich kresach Sogdiany dawały również dobre oparcie dla Krajowców chcących przez wojnę podjazdową stawiać opór inwazji macedońskiej.
Na wschód od Sogdiany właściwej rozciągała się jej quasi niezależna część „Fergana”, ze względu na otoczenie szańcem gór bardziej rolnicza, niż nastawiona na wojenne rzemiosło, odpierająca najazdy z północy Sogdiana.

## Epoka jońska
Po zdobyciu regionu przez Macedończyków i Greków ziemie Fergany stały się miejscem silnej migracji i kolonizacji, zasiedlili ją Jonowie (w regionie częściowo osadzeni już przez Achemenidów). W opisywanych okolicach, jak i też na południu (w Baktrii) możemy zaobserwować nasilone zjawisko powstawania greckich miast i wg Klaudiusza Ptolemeusza ważna historycznie Aleksandria nad Oksosem była miastem w Sogdianie.
Miejscowi i osiedleńcy utworzyli nowe państwo, oparte na sile jońskich żołnierzy, zwane z chińska Taiuan – „Wielcy Jonowie”. Taiuan w okresie rozkwitu sięgał daleko na wschód poza góry, aż do ziem indoeuropejskich Phryni. Kraj mimo położenia miał charakter wasalny względem greckich potęg regionu, najpierw wobec Seleucydów, a potem wobec Baktrii.

## Pierwszy okres najazdów
W późniejszym okresie na ziemiach teraźniejszego Kirgistanu urządzili się Sakowie przybyli znad górnego biegu rzeki Ili, jednak teren znów stał się miejscem przemarszu wojsk pochodzących zza gór.

## Wpływy islamu
Wpływy te zaczęły się po podporządkowaniu Fergany (jako części Farārud فرارود) przez Arabów, a rozwinęły się za Samanidów.
W XII stuleciu Imperium Chorezmijskie objęło swoim zarządem północną część „Kirgistanu”.
W wiekach X – XII istniejącym tu kaganatem władali Karachanidzi.

## Drugi okres najazdów

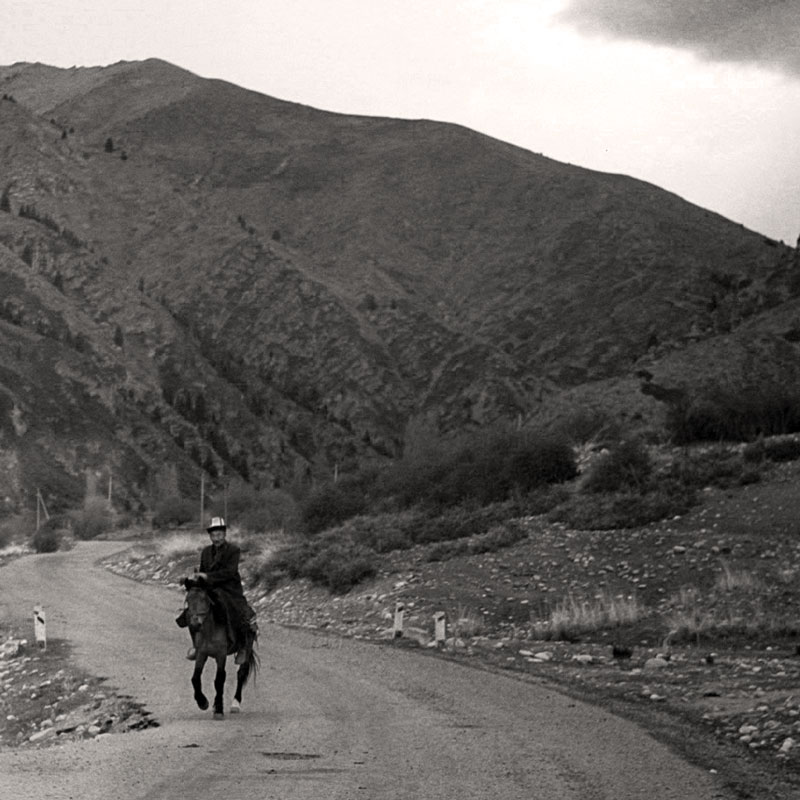
Jeździec w Kirgistanie

W późniejszych wiekach ziemie dzisiejszego Kirgistanu zdobyte zostały przez koczownicze plemiona tureckie wywodzące się z górnego dorzecza Jeniseju. Po podboju mongolskim w XIII w. do XIV w. był samodzielnym organem państwowym. W tym okresie koczujący Kirgizi zasymilowali się z miejscową ludnością osiadłą i napływającymi tu Kimakami, dając początek obecnym mieszkańcom Kirgistanu.

## Nowożytność
W drugiej połowie XVIII wieku Kirgistan znalazł się pod zwierzchnictwem Chin, a od lat 30. XIX wieku uzbeckiego chanatu kokandzkiego. Niezadowoleni ze swojego położenia władcy plemion kirgiskich oddali się pod opiekę Rosji, która w 1876 r. wcieliła cały Kirgistan w swoje granice. Masowa konfiskata ziemi oddawanej rosyjskim osadnikom i ostra dyskryminacja rasowa Kirgizów spowodowały wybuchy powstań, krwawo tłumionych przez Rosję, największego w 1916 r.

## ZSRR (1917–1991)

Flaga Kirgiskiej SRR

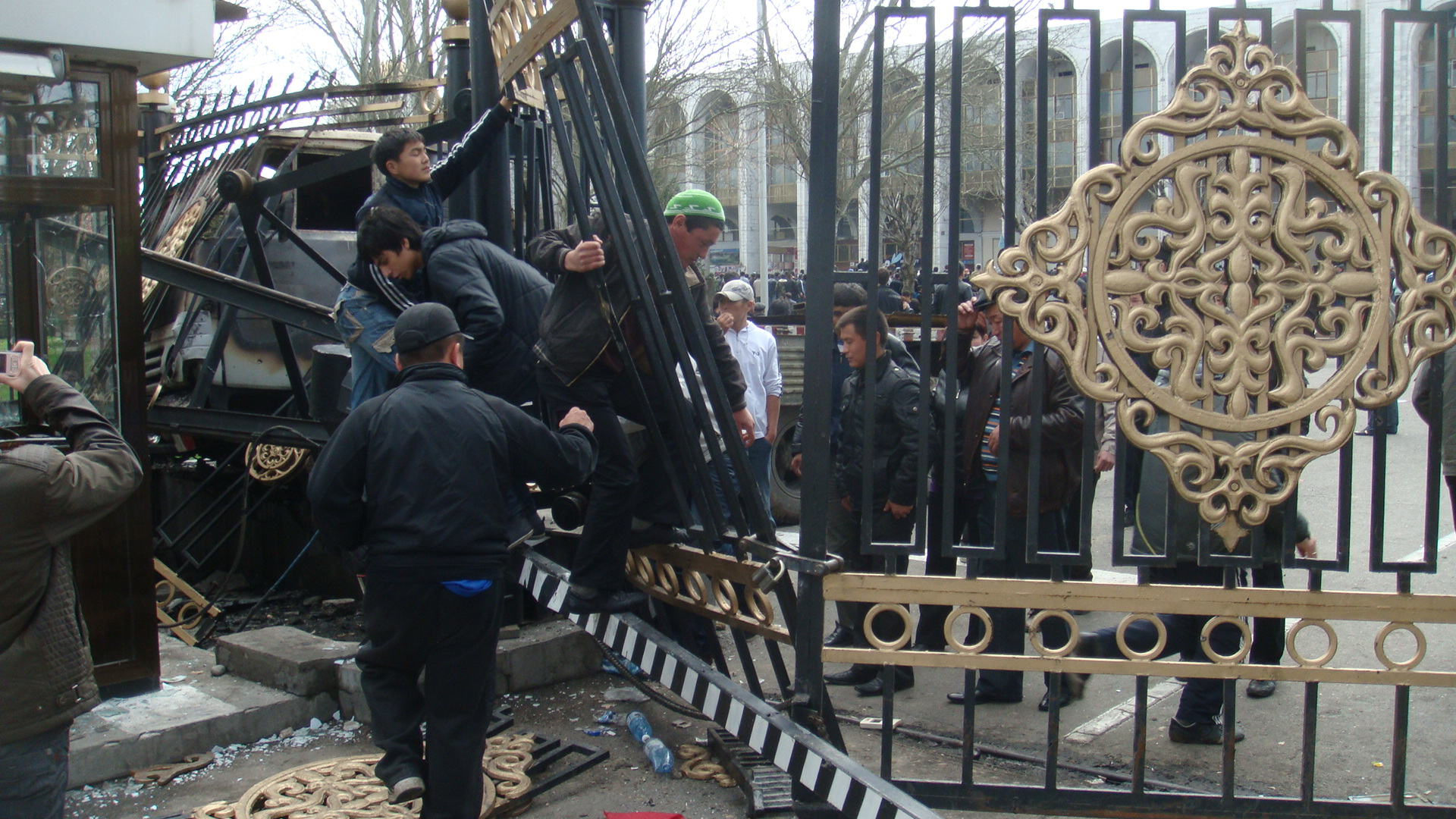
Demonstranci podczas szturmu na Biały Dom w Biszkeku podczas rewolucji w 2010 r.

W latach 1917–1918 cały Kirgistan opanowali komuniści i włączyli go do Turkmeńskiej ASRR. W 1924 roku Kirgistan otrzymał status okręgu autonomicznego (pod nazwą Kara-Kirgiski Obwód Autonomiczny), w 1926 r. autonomicznej republiki (Kirgiska Autonomiczna Socjalistyczna Republika Radziecka), a w 1936 r. republiki związkowej (Kirgiska Socjalistyczna Republika Radziecka). Przez cały ten czas trwały walki z basmaczami (zwolennikami samodzielności muzułmańskich krajów Azji Środkowej), których ruch tępiono szczególnie zaciekle. Po kolektywizacji rolnictwa zmuszono Kirgizów do osiadłego życia i wprowadzono monokulturową uprawę bawełny, co w efekcie przyniosło głód. W latach 1939–1940 deportowano do Kirgistanu część ludności (w tym Polaków) z terenów wcielonych do ZSRR.

## Niepodległość (od 1991)

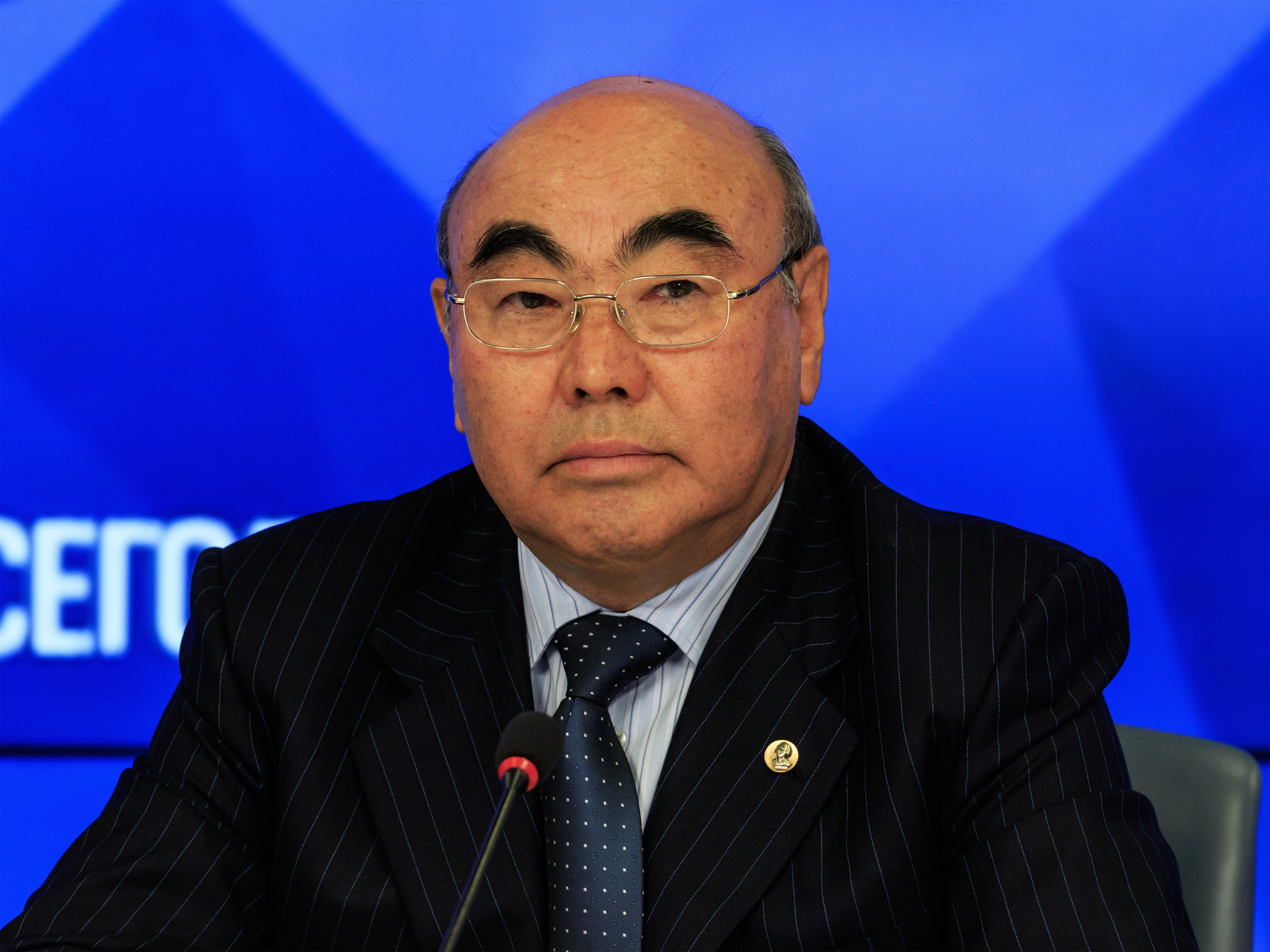
Pierwszy prezydent niepodległego Kirgistanu – Askar Akajew

W 1991 r. Kirgistan ogłosił niepodległość i przystąpił do WNP. 17 marca 2002 w rejonie Aksy doszło do manifestacji, podczas których zginęło 5 osób.
II połowie marca 2005 wybuchła tam tulipanowa rewolucja, która obaliła prezydenta Askara Akajewa. Przez kolejne 5 lat prezydentem kraju był Kurmanbek Bakijew.
W kwietniu 2010 wybuchła tzw. Druga Rewolucja Kirgiska, w wyniku której prezydent Bakijew został obalony, a władzę w kraju przejęła opozycja na czele z byłą minister spraw zagranicznych Rozą Otunbajewą. W czerwcu 2010 doszło do kirgisko-uzbeckich zamieszek etnicznych na południu kraju. Również w czerwcu 2010 w powszechnym referendum przyjęta została nowa konstytucja, wprowadzająca parlamentarny system rządów w miejsce prezydenckiego. 30 października 2011 wybory prezydenckie wygrał dotychczasowy premier Ałmazbek Atambajew z wynikiem 63,24% głosów.